# Манол Тодоров
Манол Тодоров е български цигулар и гъдулар, музиколог, фолклорист, преподавател в Националната музикална академия, професор.

## Ранни години
Роден е на 7 януари 1925 г. в Чирпан, в семейството на голямата тракийска народна певица Атанаска Тодорова, открита през 1930-те години от първия директор на Българското радио писателя Сирак Скитник. По негово настояване всяка сутрин певицата заставала пред микрофона и пеела на живо. В началото пеела a cappella. За известно време акомпанятор на пианото ѝ е Парашкев Хаджиев, а по-късно – нейният син Манол като член на инструменталната група „Тракийска тройка“.
Манол Тодоров започва да учи цигулка още от 7-годишен, а по-късно изучава гъдулка при прочутия Дядо Вичо Бончев. През 1939 година се включва като гъдулар в групата Тракийска тройка, една от основните съпровождащи фолклорни групи на Радио „София“. С нея съпровожда именити народни певци – Гюрга Пинджурова, Атанаска Тодорова, Борис Машалов, Мита Стойчева и много други при тяхната изява „на живо“ по Радио „София“. След Деветосептемврийския преврат от 1944 година поема ръководството на групата, увеличава състава ѝ, а малко по-късно тя става основа на фолклорното звено в Ансамбъла на Българската народна армия. От 1949 година, по време на военната си служба, свири като цигулар в ансамбъла.
През 1950 година завършва Държавната музикална академия, Педагогическия отдел, като специализира цигулка при проф. Владимир Аврамов и фолклористика при проф. Стоян Джуджев.

## Научна дейност
През 1957 година постъпва като хоноруван асистент на проф. Стоян Джуджев в тогавашната Българска държавна консерватория. В продължение на повече от 40 години Манол Тодоров е преподавател там. През неговата школа са минали десетки поколения музиканти, теоретици и изследователи на българския музикален фолклор.
Проф. Манол Тодоров е преподавал и в други висши училища като АМТИИ (по онова време филиал на БДК), Шуменския университет, Софийския университет и Центъра за усъвършенстване на учителите по музика в София. Чете лекции в чужбина:
- на семинара „Бела Барток“ в Будапеща през 1965 г.;
- в Ленинградската консерватория и пред музиковедите при Института за театър, музика и кинематография – Ленинград през 1973 г.;
- в Музея „Глинка“ – Москва, 1973 г. и др.

Забележителен е неговият принос за обучението на младите фолклористи в БДК чрез прочутия му Студентски научен кръжок по фолклор. В него се правят първите стъпки за работа „на терен“, опознава се българската народна песен и музика чрез техните носители от малки и големи селища в България. Кръжокът по фолклор участва в комплексни научни експедиции със студентите от Кръжока на проф. Тодор Ив. Живков в СУ „Климент Охридски“. И двата кръжока имат за цел не само да научат младите хора на работа на терена, но и да направят първите си стъпки в научната дейност. Отзиви за работата на кръжока по фолклор в Добрички, Сливенски, Великотърновски, Смолянски и др. окръзи има във вестниците „Добруджанска трибуна“, „Хасковска трибуна“, „Родопски устрем“ и др. Двата кръжока по фолклор са инициатори и участници в няколко студентски научни конференции – в Копривщица, Банско, Прегледи на техническото и научно творчество на младежта (ТНТМ) и т.н.
Проф. Манол Тодоров проявява научен интерес в много области на етномузикологията. Най-силната му страна е изучаването на българските фолклорни инструменти и инструментална музика.

## Памет
На Манол Тодоров е наречена улица в квартал „Гърдова глава“ в София (Карта).

## Изследвания и публикации
Книги, учебници и ръководства
- Българска народна музика. Учебник за музикалните училища. С., Наука и изкуство, 1959. 148 с. с ноти.
- Българска народна музика. Учебник за музикалните училища. С., Наука и изкуство, 1963. 168 с. с ноти. (с библиогр.) Циклост. Изд.
- Българска народна музика. Учебник за средните музикални училища. С., Музика. 5. изд. 1976. (с библиогр.)
- Издания: 1. изд. С., Наука и изкуство, 1964.; 3. прераб. и доп. изд. С., Наука и изкуство, 1966. 176 с. с ноти; 3. изд. 1967.; 4. прераб. С., Наука и изкуство, 1973. 208 с.
- Българската народна песен и музикалното възпитание на учениците. С., [Наука и изкуство], 1967. 295 с.
- Български народни музикални инструменти. Изследване. Под ред. на Светослав Четриков. Т. 1. Органография. С., Наука и изкуство, 1973. 187 с. с 20 л. ил. и ноти. (с библиогр. и азб. пок.)
- Български народен оркестър. С., Наука и изкуство, 1957. 80 с. с ил. и ноти.
- Ръководство по музика за хореографа. С., Наука и изкуство, 1960. 107 с. с ноти. (Министерство на просветата и културата. Центр. Дом за нар. творчество. – Библиотека Танцова самодейност. 1960, 11 – 12.) (с библиогр.) (авт. не е даден на кор.)
- Ръководство по музика за хореографа. С., Комитет за изкуство и култура, 1971. 158 с. Приложение: 96 с. ноти. Циклост. Изд.
- Ръководство за свирене на гъдулка. С., Наука и изкуство, 1957. 40 с. с ноти. (Библиотека В помощ на народните хорове и ансамбли. Г., бр. 7.) (с библиогр.)

Манол Тодоров е автор на биографичната книга за неговата майка Атанаска Тодорова. В нея прави описание на живота и делото на именитата трйкийска певица и анализира в детайли нейния репертоар и певчески стил.
Статии в сп. „Българска музика“
- Българско народно творчество. Том ХІІІ. – БМ., 1966, бр. 5., 12 – 15. (рец.)
- Българското народно творчество в предаванията на телевизията. – БМ., 1971, бр. 5., 71 – 75.
- Български оркестър от народни инструменти... – БМ., 1970, бр. 1., с. 66. (Рецензия за книгата на Тодор Прашанов Български оркестър от народни инструменти и въпроси по ръководството на самодейните оркестрови колективи.)
- За някои характерни черти на южнотракийската инструментална народна музика. – БМ., 1071, бр. 9., 62 – 66.
- Известия на Института за музика при БАН. том 12. – БМ., 1968, бр. 2. 50 – 51. (рец.)
- Книга за близостта между песенната култура на българи и източни славяни. – БМ., 1970, бр. 10. 38 – 41. (Рецензия за книгата на Николай Кауфман Някои общи черти между народната песен на българи и източни славяни.)
- Лекият жанр и българският музикален фолклор. – БМ., 1966, бр. 4. 13 – 17. (с ноти.)
- Някои особености в тембъра на кавала. – БМ., 1967, бр. 5. 36 – 38.
- Органоложки проблеми в нашата музикално-фолклорна наука. – БМ., 1968, бр. 8. 45 – 49.
- Теория за строежа на движенията в българската народна хореография. – БМ., 1965, бр. 10. 31 – 32. (Рецензия за книгата наКирил Дженев и К. Харалампиев.)

Рецензент на изданията
- Бакалов, Тодор. Школа за акордеон: За нар. музика. – 2. изд., 1988.
- Палиев, Добри. Школа: За тъпан. 1984.

## Експертна дейност
Проф. Манол Тодоров развива и активна обществена и експертна дейност. Той е инициатор на значими обществени прояви и основател на важни за обществото фолклорни институции:
- създател на Детско-юношеския фолклорен ансамбъл (ДЮФА) в гр. Смолян;
- основател на Фолклорното училище в гр. Котел през 1967 г.;
- съосновател на Фолклорното училище в с. Широка лъка.

Дългогодишен участник е в комисиите за категоризация на народните музиканти. По негова идея се създават надсвирванията на т.нар. сватбарски оркестри в различните окръжни градове, а впоследствие тези надсвирвания се разрастват в национален форум, провеждан край с. Стамболово, Хасковско.
Той е сред първите членове на жури на легендарния Национален събор за народно творчество в Копривщица. В продължение на половин век неизменно присъства и работи на този голям форум.
Манол Тодоров е журирал и много регионални събори-надпявания – „Странджа пее“ в Граматиково, „Пирин пее“ в местността Предел, „Рожен“ на Роженските поляни, „Китна Тракия пее и танцува“ на Кенана (Хасково) и др. Журирал е надсвирването в с. Стамболово – всички издания.
Бил е председател на жури на „Пирин фолк 2002“ и член на международното жури по музикален фолклор на III, VII, VIII, IX и X световни младежки фестивали, както и на международния фолклорен фестивал в Охрид и мн. др.
Неправителствената организация Българска академия на науките и изкуствата избира проф. Манол Тодоров за академик. Това е признание за годините неуморен труд в за каузата на българския фолклор.

## Смърт
Умира на 8 ноември 2019 г.